# Mykola Lahodynskyj
Mykola Lahodynskyj, cyrilicí Микола Лагодинський, též Nikolaus Lahodynskyj (21. října 1866 Dobrovody – 12. května 1919 Deljatyn), byl rakouský politik ukrajinské (rusínské) národnosti z Haliče, na počátku 20. století poslanec Říšské rady.

## Biografie
Pocházel z rodiny řeckokatolického duchovního. V roce 1890 absolvoval Lvovskou univerzitu. Roku 1897 získal titul doktora práv. Pracoval jako advokát v Macošyně, od roku 1900 v Deljatynu. V době nástupu do parlamentu je uváděn jako advokát v Deljatynu. V jeho kanceláři působil na praxi ukrajinský právník Marko Čeremšyna.
Od roku 1890 byl členem Ukrajinské radikální strany a v letech 1914–1919 působil jako její předseda. Mezi jeho spolupracovníky patřil Lev Bačynskyj. V letech 1908–1912 byl pokladníkem haličského spolku Sič. Byl předsedou spořitelny Ruska kasa a předsedou spolku Ruska besida v Deljatynu.
V roce 1913 byl zvolen na Haličský zemský sněm. Působil také coby poslanec Říšské rady (celostátního parlamentu Předlitavska), kam usedl v doplňovacích volbách do Říšské rady roku 1907, konaných podle všeobecného a rovného volebního práva. Byl zvolen za obvod Halič 55. Nastoupil 17. června 1907 poté, co rezignoval Kyrylo Trylovskyj, jenž byl v řádných volbách několik týdnů předtím zvolen najednou ve dvou volebních obvodech a v tomto na mandát rezignoval. Mandát obhájil v řádných volbách do Říšské rady roku 1911.
V době svého působení na Říšské radě je uváděn podle některých zdrojů coby zástupce Ukrajinské národně demokratické strany. Po volbách roku 1907 byl uváděn coby člen poslaneckého Rusínského klubu. Po volbách roku 1911 zasedal v klubu Ukrajinské parlamentní zastoupení. V Říšské radě vedl radikální frakci Rusínského klubu.
Za první světové války byl členem Ukrajinské národní rady ve Vídni. Po válce, v době krátké existence Západoukrajinské lidové republiky, byl soudcem polního soudu armády tohoto ukrajinského státního útvaru.